# Mini Európa
A Mini Európa szabadtéri makettparkot 1989-ben nyitották meg a belgiumi Brüsszelben, a város északnyugati részén, az Atomium alatt, a Heysel parkban. A parkban sétálva az Európai Unió nevezetes épületeinek miniatűr változatát tekinthetjük meg. A park több mint 2,5 hektáron terül el, évente 350 000 látogatót vonz. A parkot eredetileg 2013-ban tervezték végleg bezárni, azonban ezt az időpontot kitolták 2016-ra.

## Makettek

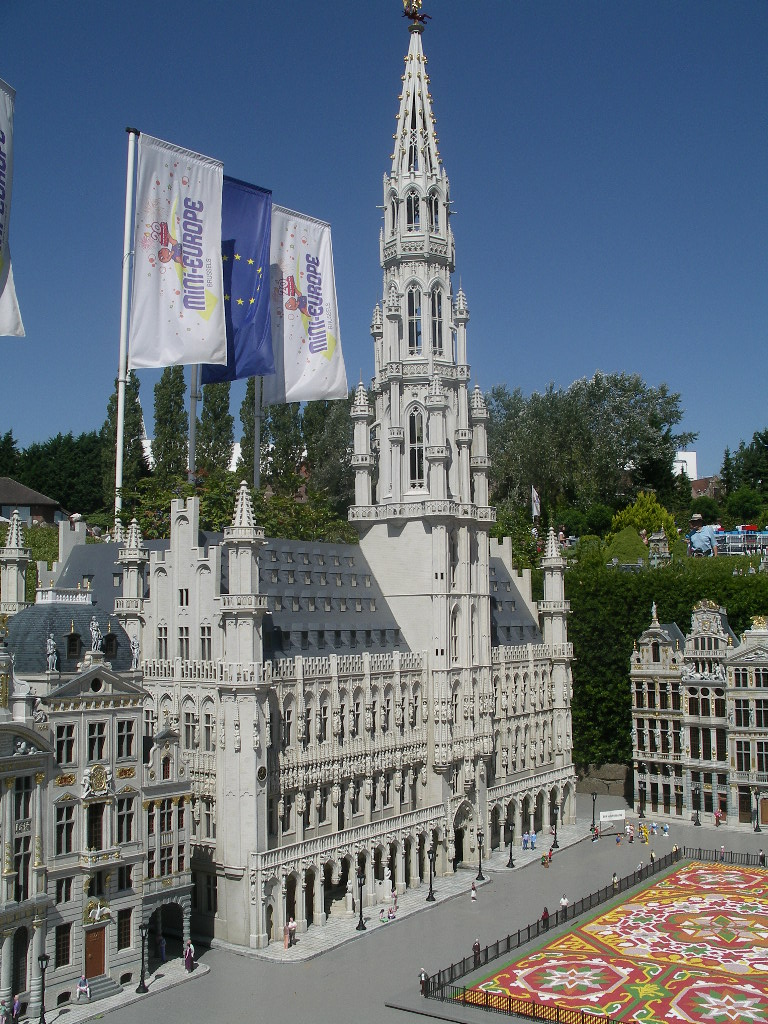
Brüsszel

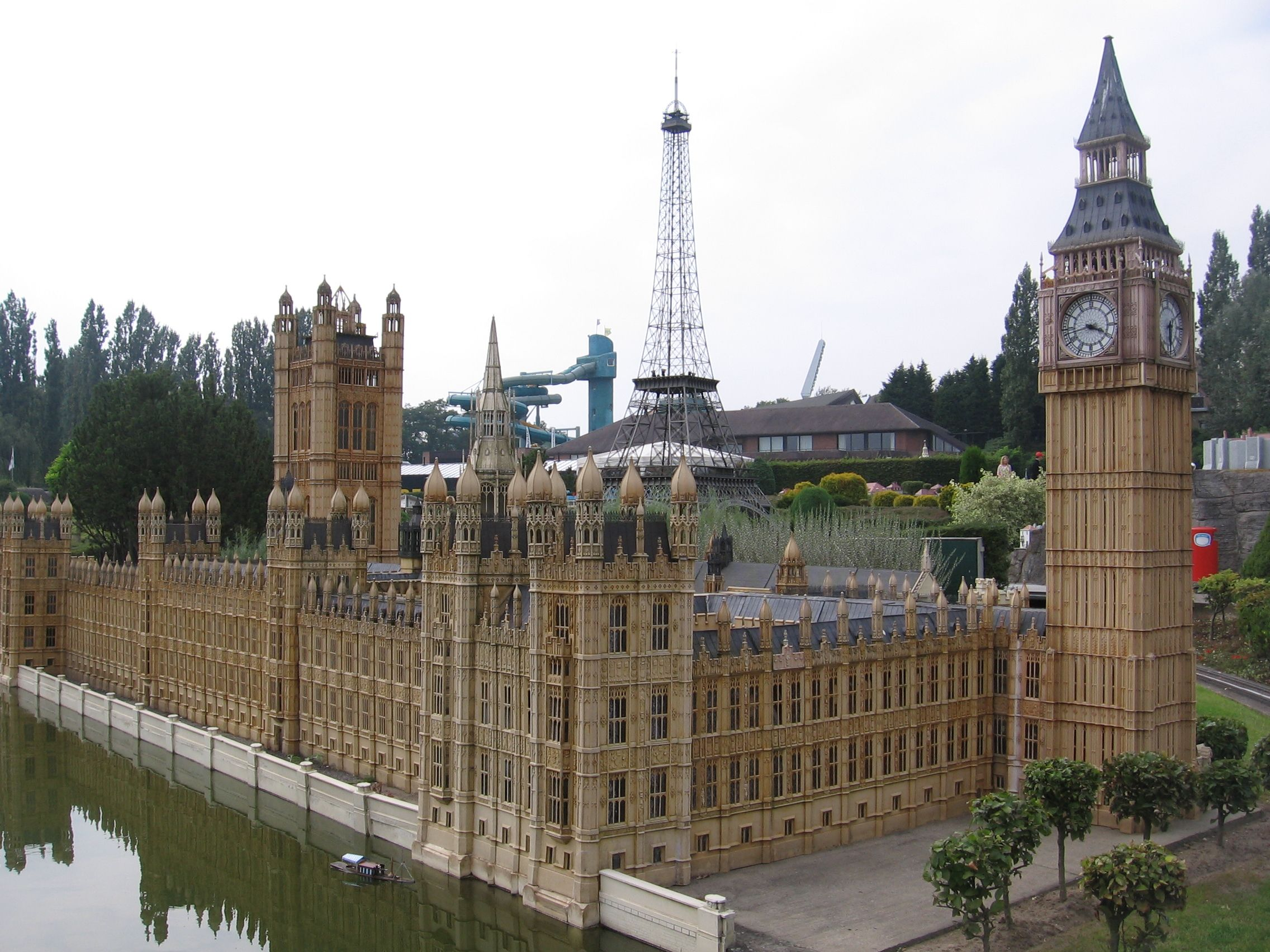
A Westminster-palota és a Big Ben miniatűr változata és az Eiffel-torony a háttérben

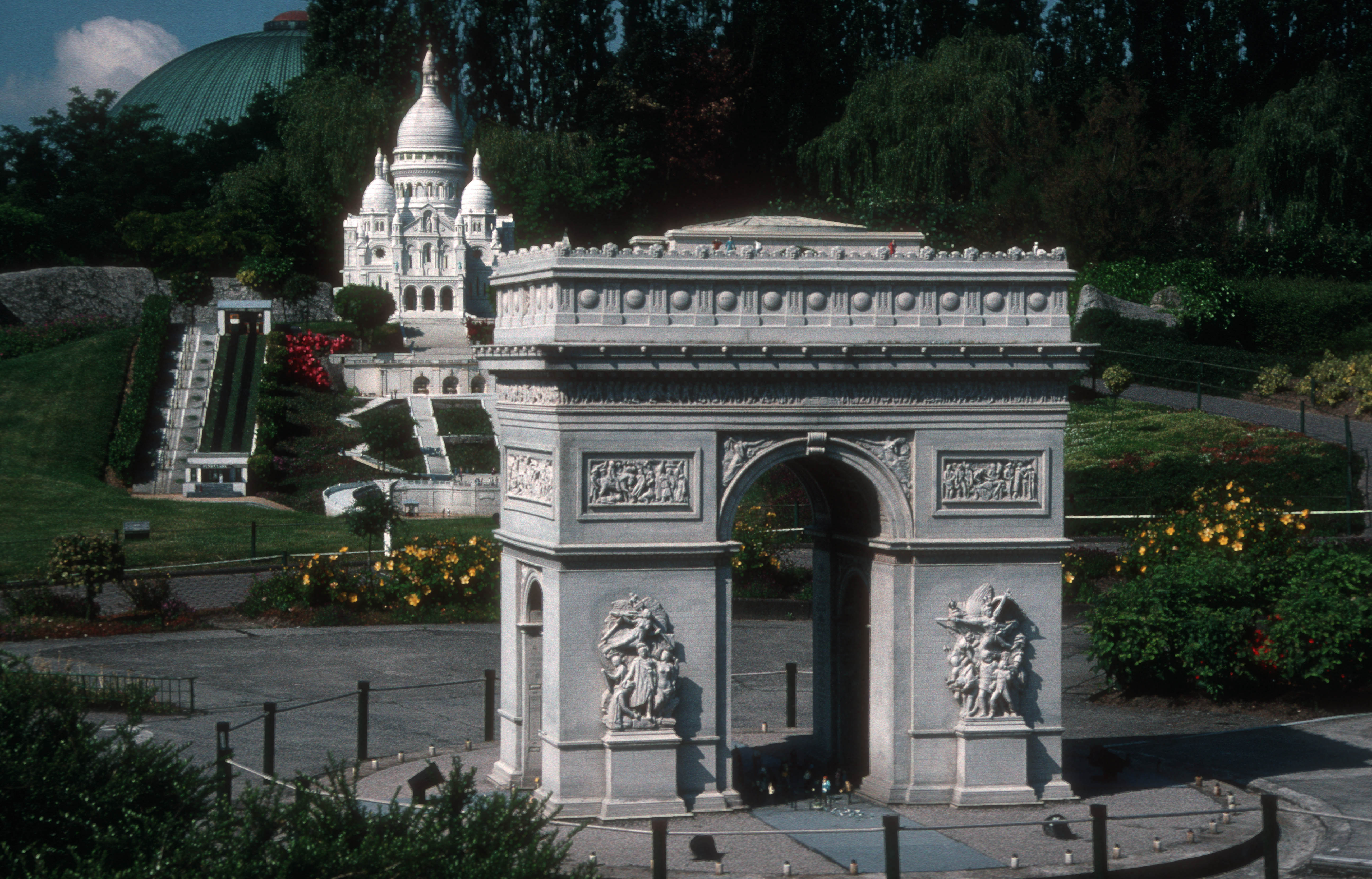
Az Arc de Triomphe és a Sacré Cœur

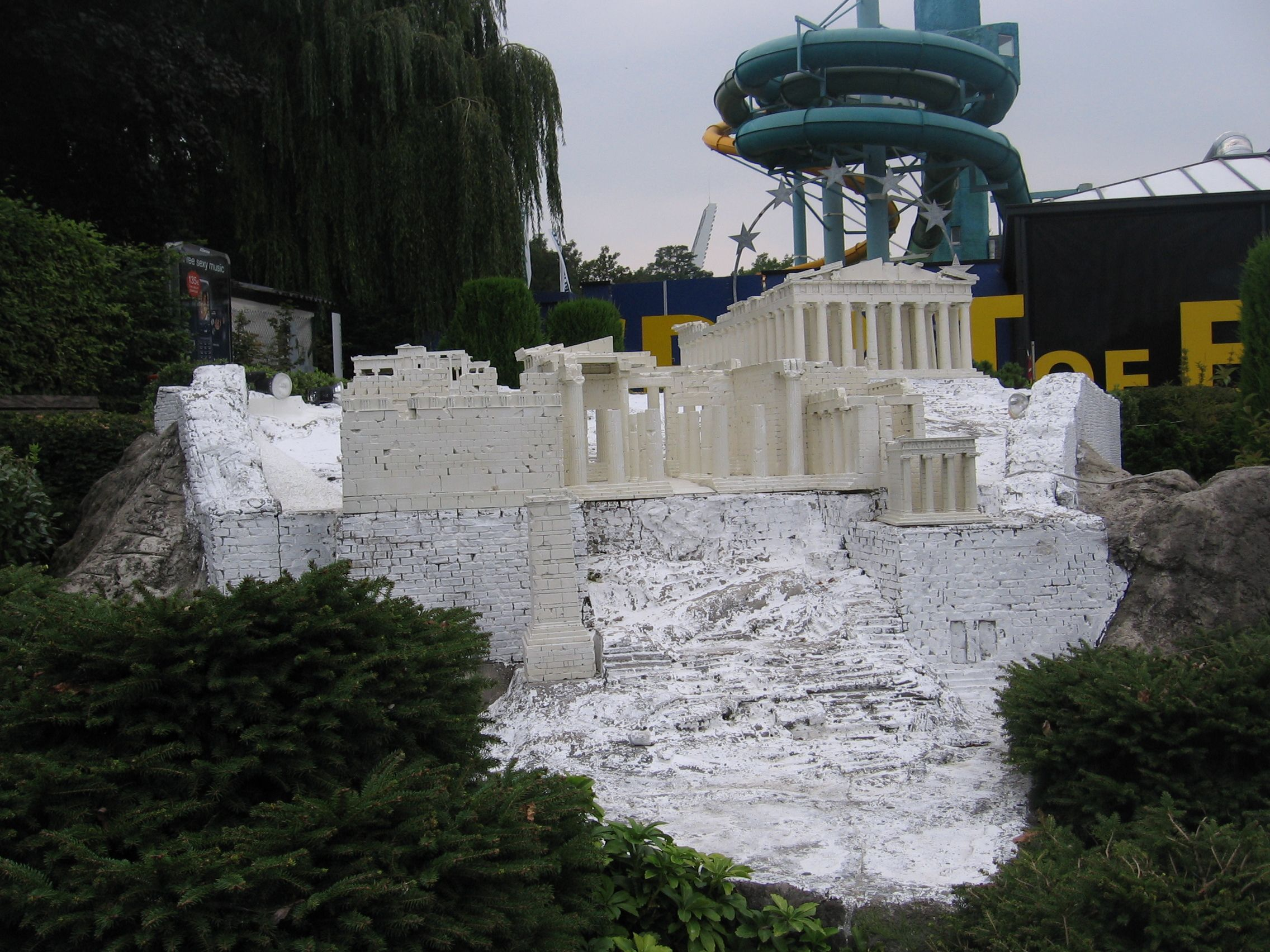
Az athéni Akropolisz

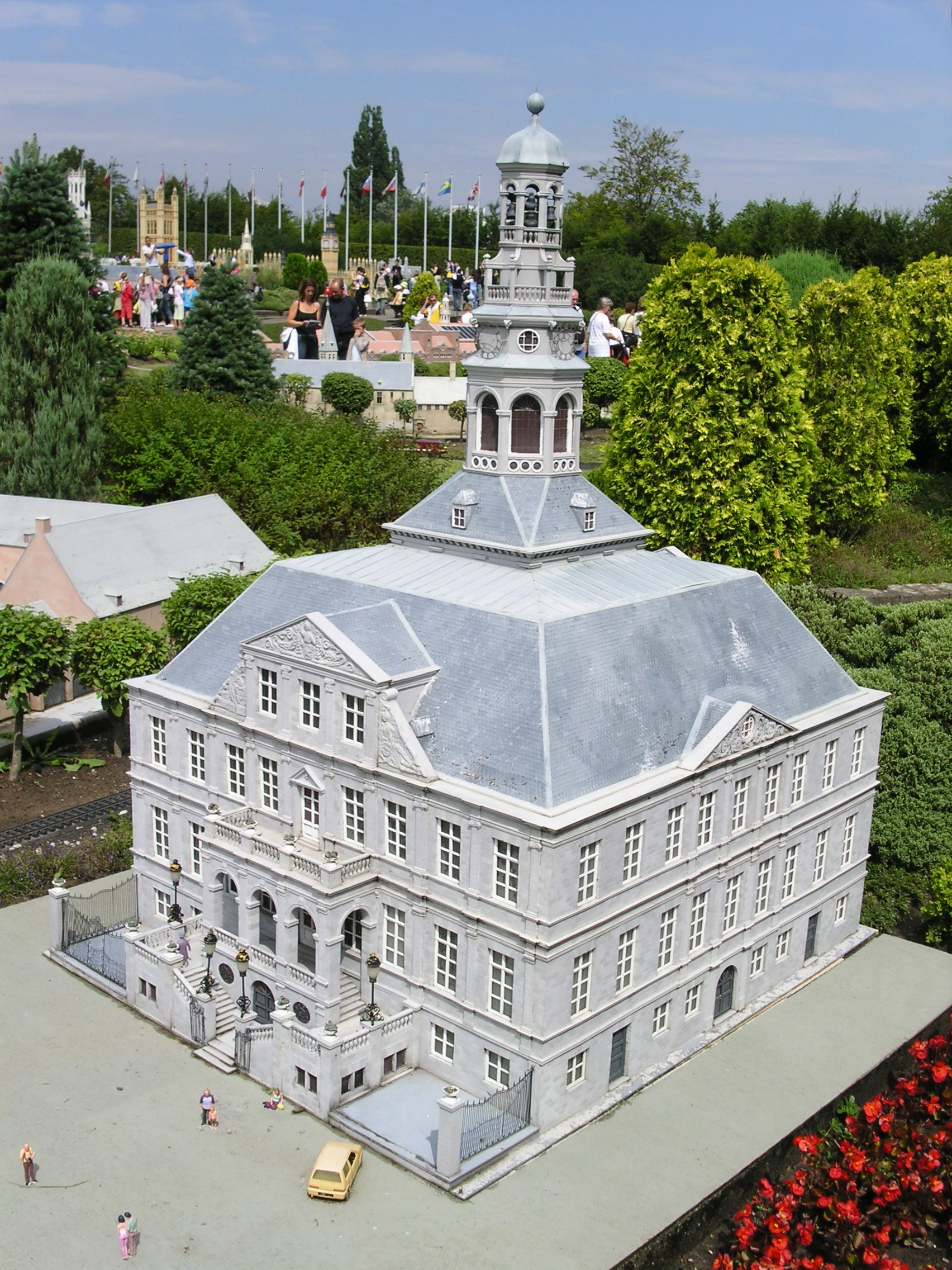
Maastricht-i városháza

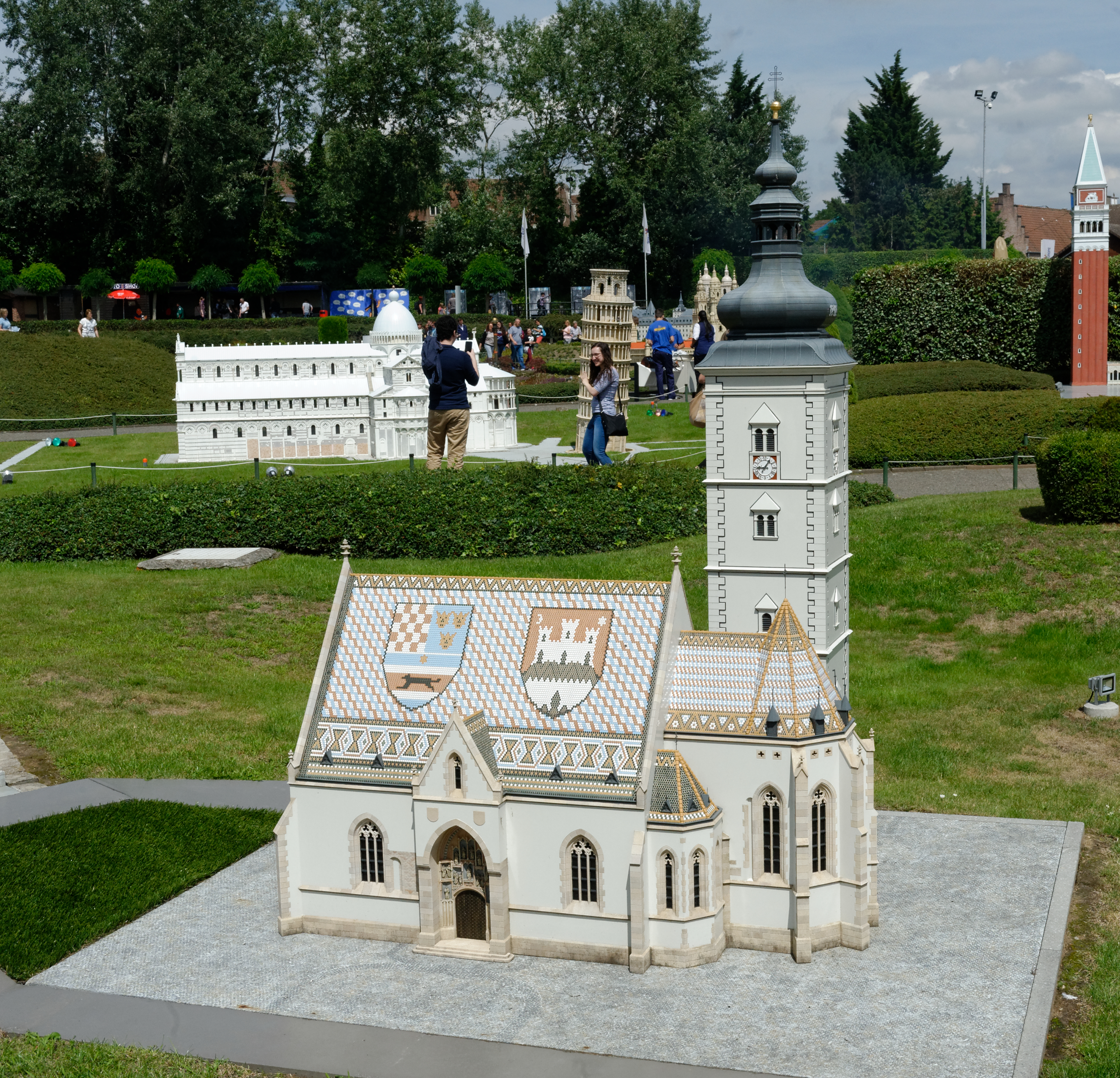
Szent Márk-templom

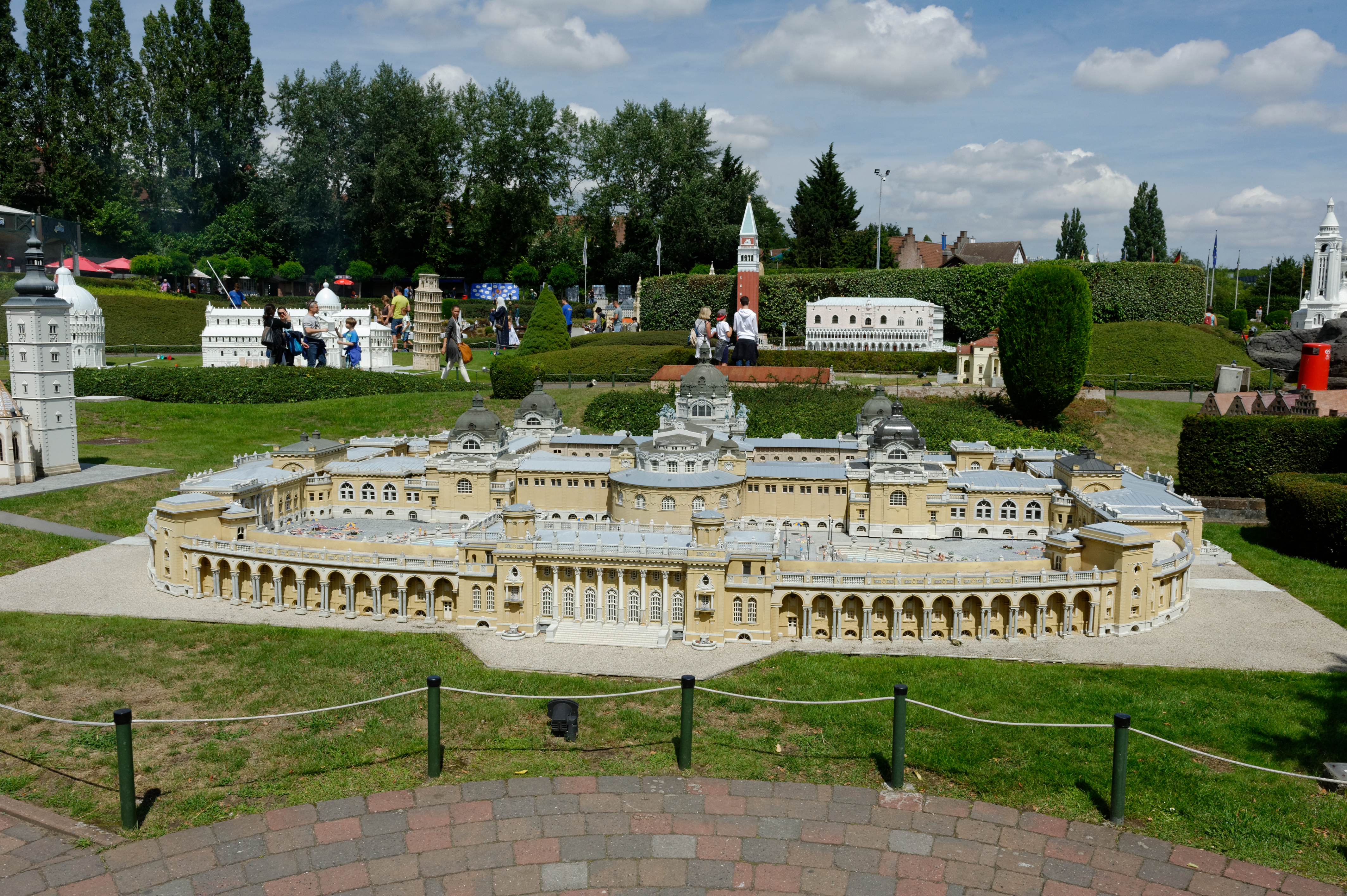
Széchenyi fürdő

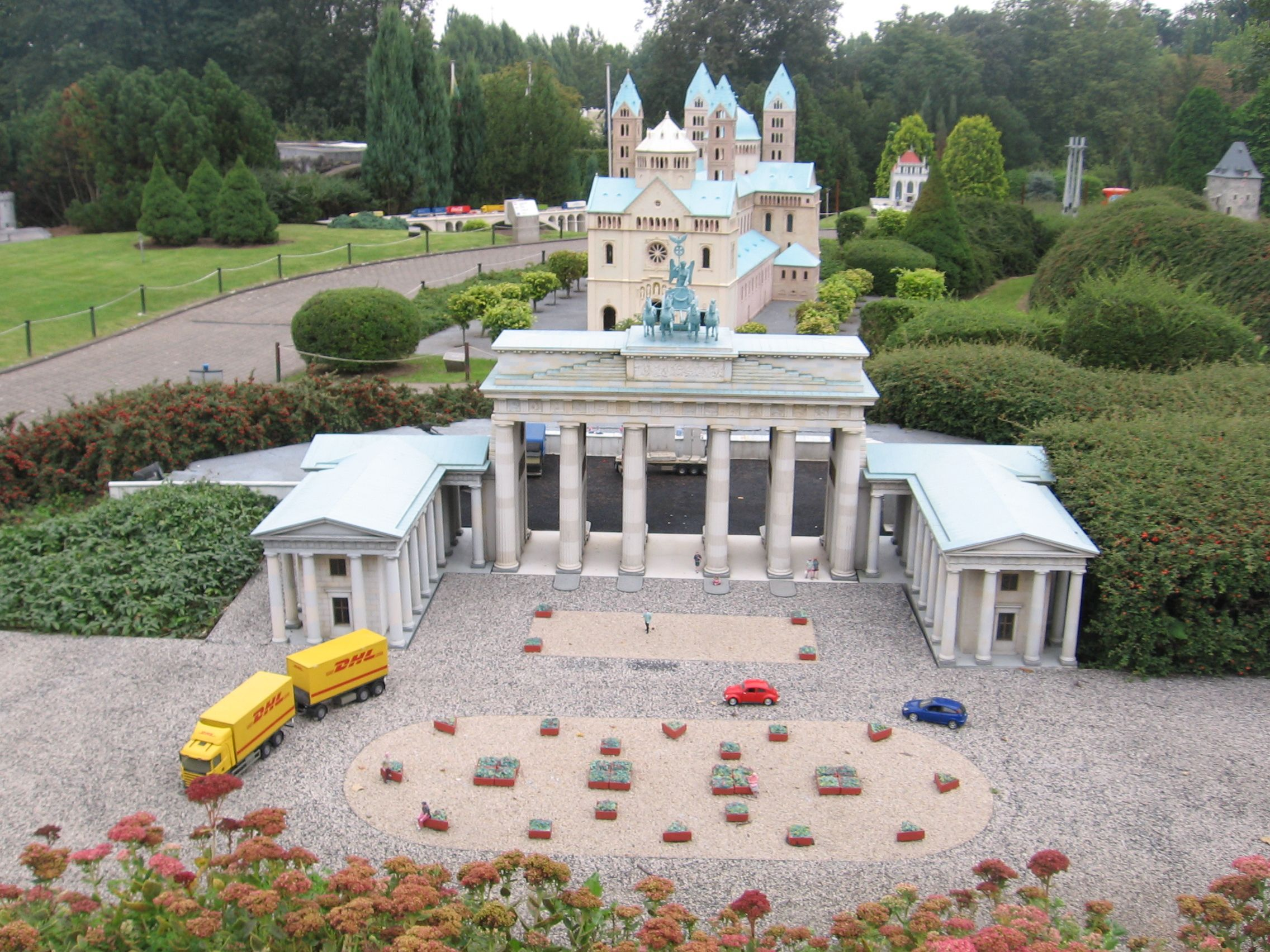
A Brandenburgi kapu

Itt olvasható az országok listája ábécésorrendben és a makettek, amelyek az országhoz tartoznak:
| Ország             | Város                       | Makettek                                                           |
| ------------------ | --------------------------- | ------------------------------------------------------------------ |
| Ausztria           | Melk                        | Melki apátság                                                      |
| Belgium            | Antwerpen                   | Grand-Place Gildehuizen városháza Brabo-szobor                     |
| Belgium            | Brüsszel                    | Atomium Berlaymont épület Grand-Place Városháza                    |
| Belgium            | Brugge                      | Harangláb Bruges                                                   |
| Belgium            | Celles                      | Vár Vêves                                                          |
| Belgium            | Dinant                      | Citadel Dinanti Notre Dame de Dinant                               |
| Belgium            | Gent                        | Graslei Rabot                                                      |
| Belgium            | Leuven                      | Városháza                                                          |
| Belgium            | Rijkhoven (Bilzen)          | Alden Biesen                                                       |
| Belgium            | Liège                       | Curtius Múzeum                                                     |
| Bulgária           | Rila-hegység                | Rilai kolostor                                                     |
| Ciprus             | Kurion                      | Ókori görög színház                                                |
| Csehország         | Prága                       | Orloj                                                              |
| Dánia              | Trelleborg                  | Viking Fort rekonstrukciós                                         |
| Dánia              | Koppenhága                  | Børsen Nyhavn                                                      |
| Egyesült Királyság | London                      | Big Ben Westminster-palota                                         |
| Egyesült Királyság | Stratford-upon-Avon         | Szülővárosa William Shakespeare. Anne Hathaway háza                |
| Egyesült Királyság | Wiltshire                   | Longleat                                                           |
| Egyesült Királyság | Bath                        | Royal Crescent Circus                                              |
| Egyesült Királyság | Dover                       | Dover Castle                                                       |
| Egyesült Királyság | Bibury                      | Arlington Row                                                      |
| Észtország         | Tallinn                     | Nagy tengerparti kikötő és a vastag Margaret Tower                 |
| Finnország         | Savonlinna                  | Vár Olavinlinna                                                    |
| Franciaország      | Arc-et-Senans               | királyi sólepárlója                                                |
| Franciaország      | Dijon                       | Clos de Vougeot                                                    |
| Franciaország      | Loire-völgy                 | Chenonceau                                                         |
| Franciaország      | Párizs                      | Arc de Triomphe Pompidou központ Eiffel-torony Sacré Cœur-bazilika |
| Franciaország      | Ronchamp                    | Magasságos Miasszonyunk-kápolna                                    |
| Görögország        | Athén                       | Akropolisz                                                         |
| Görögország        | Szantorini                  | hagyományos falusi                                                 |
| Hollandia          | Amszterdam                  | Montelbaanstoren Munttoren                                         |
| Hollandia          | Maastricht                  | Városháza                                                          |
| Hollandia          | Hoensbroek (Heerlen)        | Hoensbroek Vár                                                     |
| Hollandia          | Ootmarsum (Dinkelland)      | templomok és házak                                                 |
| Hollandia          | Middelburg                  | apátság és Kloveniersdoelen                                        |
| Hollandia          | Beilen                      | Orvelte múzeumfalu                                                 |
| Hollandia          | Alkmaar                     | Waag és Accijnstoren                                               |
| Hollandia          | Kinderdijk (Alblasserwaard) | elshouti malomrendszer                                             |
| Hollandia          | Hoorn                       | Hoofdtoren és az Oude Doelenkade rakpart                           |
| Hollandia          | Veere                       | Városháza                                                          |
| Horvátország       | Zágráb                      | Szent Márk-templom                                                 |
| Írország           | Wicklow megye               | Glendalough                                                        |
| Írország           | Tipperary megye             | Rock of Cashel                                                     |
| Írország           | Kerry megye                 | Gallarus Oratory                                                   |
| Lengyelország      | Gdańsk                      | Artus Court Nevezetesség a dokkolók                                |
| Lettország         | Riga                        | szabadság emlékmű                                                  |
| Litvánia           | Vilnius                     | Vilniusi Egyetem                                                   |
| Luxemburg          | Luxembourg                  | Adolphe híd                                                        |
| Magyarország       | Budapest                    | Széchenyi gyógyfürdő                                               |
| Málta              | Qrendi                      | Mnajdra                                                            |
| Németország        | Berlin                      | Brandenburgi kapu Berlini fal                                      |
| Németország        | Wierschem                   | Eltzi vár                                                          |
| Németország        | Lübeck                      | Holstentor Burgtor Salzspeicher                                    |
| Németország        | Bonn                        | Születési Ludwig van Beethoven                                     |
| Németország        | Speyer                      | Speyeri dóm                                                        |
| Németország        | Wies (Steingaden)           | Wieskirche                                                         |
| Németország        | Trier                       | Porta Nigra                                                        |
| Németország        | Soest                       | Osthofentor                                                        |
| Olaszország        | Pisa                        | keresztelőkápolna Székesegyház ferde torony Dóm tér                |
| Olaszország        | Trevi-kút                   | Róma                                                               |
| Olaszország        | Siena                       | Palazzo Pubblico                                                   |
| Olaszország        | Velence                     | Dózse-palota Campanile                                             |
| Olaszország        | Vicenza                     | Villa Almerico-Capra                                               |
| Olaszország        | Alberobello                 | Trullo                                                             |
| Olaszország        | Nápoly                      | Vezúv                                                              |
| Portugália         | Lisszabon                   | Belém-torony Oceanário de Lisboa                                   |
| Portugália         | Guimarães                   | Guimarães vára                                                     |
| Portugália         | Porto                       | Ribeira                                                            |
| Portugália         | Algarve                     | hagyományos falusi                                                 |
| Románia            | Mogoșoaia                   | Mogosoaia palota                                                   |
| Spanyolország      | Santiago de Compostela      | Szent Jakab-katedrális                                             |
| Spanyolország      | San Lorenzo de El Escorial  | El Escorial                                                        |
| Spanyolország      | Sevilla                     | Plaza de Toros                                                     |
| Spanyolország      | Barcelona                   | Kolumbusz Kristóf műemléke                                         |
| Spanyolország      | Kasztília-La Mancha         | Tájkép szélmalmokkal                                               |
| Svédország         | Stockholm                   | Stockholmi városháza                                               |
| Szlovákia          | Pozsony                     | Kék templom                                                        |
| Szlovénia          | Ljubljana                   | Prešeren térnél Tromostovje                                        |

## Maradék
- Az Ariane–5
- A Repülőtér
- Az Óriáskerék
- Az Északi-tenger olajfúró platform
- A TGV
- Az RV Calypso (Jacques-Yves Cousteau's hajó)
- A Csatorna-alagút